# Геланор
Геланор (на старогръцки: Γελάνωρ, Gelanor) в гръцката митология е цар на Аргос през 15 век пр.н.е., син на Стенел, син на Кротоп.
Неговото име в някои източници е Пеласг. Той наследява баща си на трона. Той предал властта на Данай.